# Tötungsdelikt (Deutschland)
Als Tötungsdelikt wird im deutschen Strafrecht eine Straftat gegen das menschliche Leben verstanden.

## Tötungsdelikte im engeren Sinne
Die Straftaten gegen das Leben sind im 16. Abschnitt des Strafgesetzbuchs geregelt. Die juristisch exaktere Formulierung „Straftaten gegen das Leben“ unterscheidet dabei zwischen dem bereits geborenen menschlichen Leben und dem noch ungeborenen Leben als eigenständiges Rechtsgut. Begrifflich setzen Tötungsdelikte im engeren Sinne daher die Tötung eines bereits geborenen Menschen voraus, während bei der Beendigung ungeborenen Lebens vom Schwangerschaftsabbruch gesprochen wird.
Zu den als Erfolgsdelikte ausgestalteten Tötungsdelikten zählen namentlich der Mord § 211 StGB, Totschlag § 212 StGB, Tötung auf Verlangen § 216 StGB, Schwangerschaftsabbruch § 218 sowie die fahrlässige Tötung § 222 StGB, die also als Taterfolg den Tod eines Menschen voraussetzen. Das Verhältnis ist, insbesondere zwischen Mord und Totschlag, in der Rechtswissenschaft umstritten. So wird der Mord in der rechtswissenschaftlichen Literatur als ein Qualifikationstatbestand des Totschlags eingestuft, während die Rechtsprechung diesen als ein eigenständiges Delikt gegenüber dem Totschlag betrachtet.
Demgegenüber steht der, ebenfalls im 16. Abschnitt eingeordnete, Schutz des ungeborenen Lebens, namentlich der strafbare Schwangerschaftsabbruch § 218 StGB und sonstige Straftaten im Zusammenhang mit dem Schwangerschaftsabbruch. Da sie nicht den Tod eines bereits geborenen Menschen voraussetzen, stellen diese Delikte also keine Tötungsdelikte im oben genannten, engeren Sinne dar.
Gleiches gilt für die Aussetzung, die nach ihrem Normzweck zwar ebenfalls das Rechtsgut Leben schützen soll, jedoch als Gefährdungsdelikt ausgestaltet ist, und daher nicht den Tod eines Menschen als Taterfolg voraussetzt.

## Tötungsdelikte im weiteren Sinne
Neben den Tötungsdelikten im oben genannten Sinne kennt das Strafgesetzbuch auch in anderen Abschnitten Delikte, die das Rechtsgut Leben mittels Erfolgsqualifikationen schützen sollen. So wird beispielsweise eine sexuelle Nötigung nach § 177 StGB in § 178 StGB dadurch qualifiziert, dass das Opfer bei der Tat ums Leben kommt.
Weitere Beispiele für durch Todesfolge qualifizierte Delikte bilden etwa:
- Sexueller Missbrauch von Kindern mit Todesfolge, § 176d StGB
- Aussetzung mit Todesfolge, § 221 Abs. 3 StGB
- Körperverletzung mit Todesfolge, § 227 StGB
- Beteiligung an einer Schlägerei, bei der der Tod eines Menschen verursacht wird, § 231 Abs. 1 StGB
- Entziehung Minderjähriger mit Todesfolge, § 235 Abs. 5 StGB
- Nachstellung  mit Todesfolge, § 238 Abs. 3 StGB
- Freiheitsberaubung mit Todesfolge, § 239 Abs. 4 StGB
- Erpresserischer Menschenraub mit Todesfolge, § 239a Abs. 3 StGB
- Geiselnahme mit Todesfolge, § 239b Abs. 2, § 239a Abs. 3 StGB
- Raub mit Todesfolge, § 251 StGB (auch in der Form des räuberischen Diebstahls oder der räuberischen Erpressung mit Todesfolge)
- Räuberischer Angriff auf Kraftfahrer mit Todesfolge, § 316a Abs. 3 StGB
- Brandstiftung mit Todesfolge, § 306c StGB
- Herbeiführen einer Explosion durch Kernenergie oder Sprengstoff mit Todesfolge, § 307 Abs. 3 StGB bzw. § 308 Abs. 3 StGB
- Missbrauch ionisierender Strahlung mit Todesfolge, § 309 Abs. 4 StGB
- Fehlerhaftes Herstellen einer kerntechnischen Anlage mit Todesfolge, § 312 Abs. 4 StGB
- Herbeiführen einer Überschwemmung mit Todesfolge, § 313 Abs. 2, § 308 Abs. 3 StGB
- Gemeingefährliche Vergiftung mit Todesfolge, § 314 Abs. 2, § 308 Abs. 3 StGB
- Angriff auf den Luft- und Seeverkehr mit Todesfolge, § 316c Abs. 3 StGB
- Beschädigen wichtiger Anlagen mit Todesfolge, § 318 Abs. 4 StGB
- Umweltstraftaten mit Todesfolge, § 324 bis § 329, § 330 Abs. 2 Nr. 2 StGB
- Schwere Gefährdung durch Giftfreisetzung mit Todesfolge, § 330a Abs. 2 StGB

Im Nebenstrafrecht finden sich weitere erfolgsqualifizierte Delikte, die an einen Tötungserfolg knüpfen (z. B. im Völkerstrafgesetzbuch).

## Selbsttötung
Die Selbsttötung (Suizid) ist in Deutschland straffrei. Somit sind auch der Versuch und die Teilnahme (Beihilfe, Anstiftung) grundsätzlich straffrei. Dabei gilt jedoch, dass die Anstiftung eines Schuldunfähigen oder die Anstiftung mittels Betruges oder Täuschung zur Tötung in mittelbarer Täterschaft (§ 25 Abs. 1, 2. Alt. StGB) führt.
Wer aufgrund seiner Garantenstellung verpflichtet ist (z. B. Angehörige, Ärzte etc.), eine Selbsttötung zu verhindern, kann wegen Unterlassung seines Eingreifens bestraft werden. Der Gehilfe kann ebenfalls wegen unterlassener Hilfeleistung bestraft werden, falls der Suizidversuch einen Unglücksfall im Sinne des § 323c StGB darstellt.

## Registrierte Tötungsdelikte
In der Bundesrepublik Deutschland polizeilich registrierte Tötungsdelikte (inklusive Versuche, ohne fahrlässige Tötungen im Straßenverkehr) seit 1993 nach der Polizeilichen Kriminalstatistik:
| Jahr | Anzahl der Tötungsdelikte (a) | Häufigkeitszahl je 100.000 Einwohner | Aufklärungsquote |
| ---- | ----------------------------- | ------------------------------------ | ---------------- |
| 1993 | 5.140                         | 6,35                                 | 83,3 %           |
| 1994 | 4.654                         | 5,72                                 | 87,9 %           |
| 1995 | 4.908                         | 6,02                                 | 88,9 %           |
| 1996 | 4.420                         | 5,4                                  | 92,0 %           |
| 1997 | 4.292                         | 5,23                                 | 92,6 %           |
| 1998 | 3.736                         | 4,55                                 | 94,3 %           |
| 1999 | 3.744                         | 4,56                                 | 94,1 %           |
| 2000 | 3.676                         | 4,47                                 | 93,7 %           |
| 2001 | 3.577                         | 4,35                                 | 93,3 %           |
| 2002 | 3.541                         | 4,3                                  | 94,5 %           |
| 2003 | 3.465                         | 4,2                                  | 93,9 %           |
| 2004 | 3.525                         | 4,27                                 | 93,6 %           |
| 2005 | 3.549                         | 4,3                                  | 92,9 %           |
| 2006 | 3.452                         | 4,3                                  | 92,3 %           |
| 2007 | 3.356                         | 4,2                                  | 92,1 %           |
| 2008 | 3.244                         | 3,9                                  | 92,2 %           |
| 2009 | 3.269                         | 4,0                                  | 91,6 %           |
| 2010 | 3.261                         | 3,9                                  | 91,7 %           |
| 2011 | 3.135                         | 3,8                                  | 92,2 %           |
| 2012 | 3.028                         | 3,7                                  | 91,1 %           |
| 2013 | 2.951                         | 3,6 bzw. 3,7 (b)                     | 91,8 %           |
| 2014 | 2.962                         | 3,7                                  | 93,2 %           |
| 2015 | 2.991                         | 3,6                                  | 91,0 %           |
| 2016 | 3.242                         | 3,9                                  | 91,6 %           |
| 2017 | 3.227                         | 3,9                                  | 92,1 %           |
| 2018 | 3.254                         | 3,9                                  | 92,4 %           |
| 2019 | 3.054                         | 3,7                                  | 90,1 %           |
| 2020 | 3.289                         | 4,0                                  | 89,6 %           |
| 2021 | 2.980                         | 3,6                                  | 88,4 %           |
| 2022 | 2.801                         | 3,7                                  | 88,8 %           |
| 2023 | 2.858                         | 3,7                                  | 89,5 %           |

- Etwa 50 % aller begangenen Tötungsdelikte sind Versuche (2005: 1.608 = 45,3 %).
- Die Aufklärungsquote der Tötungsdelikte lag von 1996 bis 2018 zwischen 91 % und 95 %.